# Nazionale maschile di calcio dell'Oman

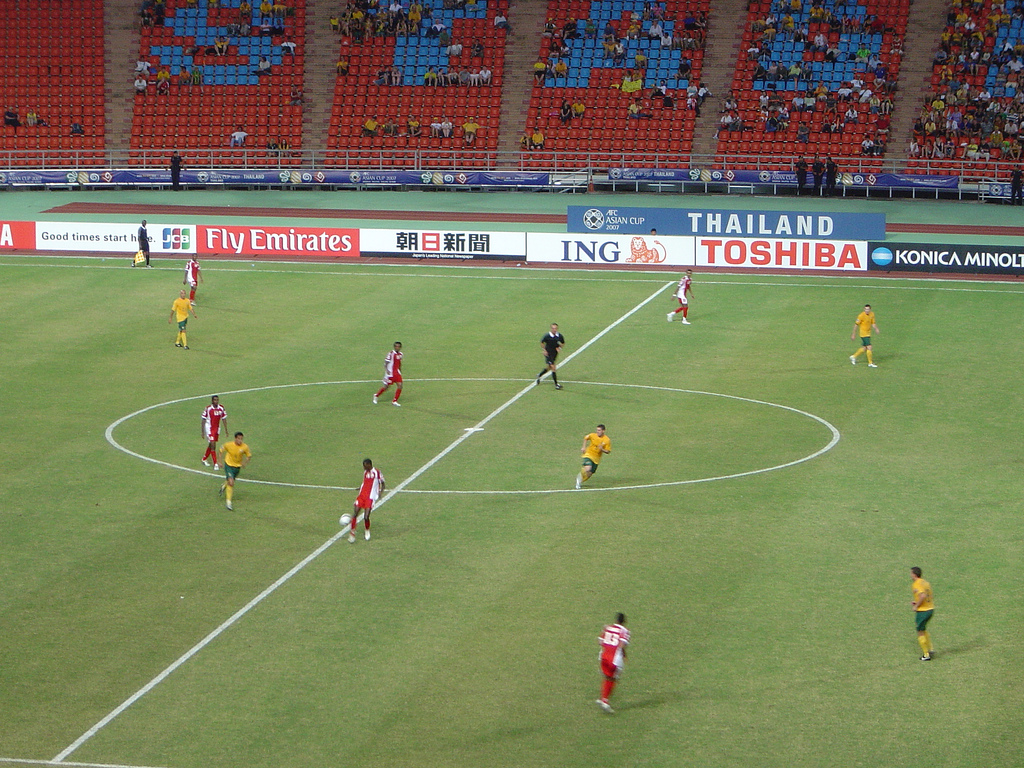
Oman contro, Coppa d'Asia 2007

La nazionale di calcio dell'Oman è la squadra di calcio nazionale dell'omonima nazione ed è controllata dalla rispettiva federazione calcistica omanita.
Fondata solo nel 1978, tale federazione è affiliata alla FIFA dal 1980. La nazionale ha ottenuto successi a livello giovanile: è riuscita per due volte ad aggiudicarsi la Coppa d'Asia per squadre Under-17 (1996 e 2000) e ha rappresentato il continente asiatico al mondiale Under-17 in Ecuador nel 1995, raggiungendo il quarto posto finale. La nazionale maggiore ha vinto due Coppa delle nazioni del Golfo, nel 2009 in casa e per la seconda volta nel 2017-2018, prevalendo sempre ai tiri di rigore (nel primo caso contro l'Arabia Saudita, nel secondo contro gli Emirati Arabi Uniti); nel torneo è inoltre giunta seconda per tre volte (di cui due consecutive).
Per quanto concerne la Coppa d'Asia, la nazionale omanita si è qualificata per cinque volte alla fase finale (2004, 2007, 2015, 2019, 2023), raggiungendo gli ottavi di finale nel 2019.
Nella classifica mondiale della FIFA, istituita nell'agosto 1993, il miglior piazzamento dell'Oman è il 50º posto occupato da agosto ad ottobre 2004, mentre il peggiore è il 129º posto occupato nell'ottobre 2016. Occupa attualmente il 77º posto della graduatoria.

## Commissari tecnici
| Allenatore                  | dal  | al   |
| --------------------------- | ---- | ---- |
| Mamadoh Mohammed Al-Khafaji | 1974 | 1976 |
| George Smith                | 1979 | 1979 |
| Hamed El-Dhiab              | 1980 | 1982 |
| Mansaf El-Meliti            | 1982 | 1982 |
| Paulo Heiki                 | 1984 | 1984 |
| Antônio Clemente            | 1986 | 1986 |
| Jorge Vitório               | 1986 | 1988 |
| Karl-Heinz Heddergott       | 1988 | 1989 |
| Bernd Patzke                | 1990 | 1992 |
| Heshmat Mohajerani          | 1992 | 1994 |
| Rashid bin Jaber Al-Yafi’i  | 1995 | 1996 |
| Mahmoud El-Gohary           | 1996 | 1996 |
| Jozef Vengloš               | 1996 | 1997 |
| Valdeir Vieira              | 1998 | 1999 |
| Carlos Alberto Torres       | 2000 | 2001 |
| Bernd Stange                | 2001 | 2001 |
| Milan Máčala                | 2001 | 2001 |
| Rashid bin Jaber Al-Yafi’i  | 2002 | 2002 |
| Milan Máčala                | 2003 | 2005 |
| Srećko Juričić              | 2005 | 2006 |
| Milan Máčala                | 2006 | 2007 |
| Gabriel Calderón            | 2007 | 2008 |
| Julio César Ribas           | 2008 | 2008 |
| Hamad Al-Azani              | 2008 | 2008 |
| Claude Le Roy               | 2008 | 2011 |
| Paul Le Guen                | 2011 | 2015 |
| Juan Ramón López Caro       | 2016 | 2016 |
| Pim Verbeek                 | 2016 | 2019 |
| Branko Ivanković            | 2020 | oggi |

## Palmarès
- Coppa delle nazioni del Golfo: 2

Oman 2009, Kuwait 2017-2018

## Partecipazioni ai tornei internazionali

### Mondiali
| Anno | Luogo                    | Piazzamento     | V | N | P | Gol |
| ---- | ------------------------ | --------------- | - | - | - | --- |
| 1930 | Uruguay                  | Non iscritta    | - | - | - | -   |
| 1934 | Italia                   | Non iscritta    | - | - | - | -   |
| 1938 | Francia                  | Non iscritta    | - | - | - | -   |
| 1950 | Brasile                  | Non iscritta    | - | - | - | -   |
| 1954 | Svizzera                 | Non iscritta    | - | - | - | -   |
| 1958 | Svezia                   | Non iscritta    | - | - | - | -   |
| 1962 | Cile                     | Non iscritta    | - | - | - | -   |
| 1966 | Inghilterra              | Non iscritta    | - | - | - | -   |
| 1970 | Messico                  | Non iscritta    | - | - | - | -   |
| 1974 | Germania                 | Non iscritta    | - | - | - | -   |
| 1978 | Argentina                | Non qualificata | - | - | - | -   |
| 1982 | Spagna                   | Non qualificata | - | - | - | -   |
| 1986 | Messico                  | Ritirata        | - | - | - | -   |
| 1990 | Italia                   | Non qualificata | - | - | - | -   |
| 1994 | Stati Uniti              | Non qualificata | - | - | - | -   |
| 1998 | Francia                  | Non qualificata | - | - | - | -   |
| 2002 | Giappone / Corea del Sud | Non qualificata | - | - | - | -   |
| 2006 | Germania                 | Non qualificata | - | - | - | -   |
| 2010 | Sudafrica                | Non qualificata | - | - | - | -   |
| 2014 | Brasile                  | Non qualificata | - | - | - | -   |
| 2018 | Russia                   | Non qualificata | - | - | - | -   |
| 2022 | Qatar                    | Non qualificata | - | - | - | -   |

### Coppa d'Asia
| Anno | Luogo                                   | Piazzamento      | V | N | P | Gol |
| ---- | --------------------------------------- | ---------------- | - | - | - | --- |
| 1956 | Hong Kong                               | Non iscritta     | - | - | - | -   |
| 1960 | Corea del Sud                           | Non iscritta     | - | - | - | -   |
| 1964 | Israele                                 | Non iscritta     | - | - | - | -   |
| 1968 | Iran                                    | Non iscritta     | - | - | - | -   |
| 1972 | Thailandia                              | Non iscritta     | - | - | - | -   |
| 1976 | Iran                                    | Non iscritta     | - | - | - | -   |
| 1980 | Kuwait                                  | Non iscritta     | - | - | - | -   |
| 1984 | Singapore                               | Non qualificata  | - | - | - | -   |
| 1988 | Qatar                                   | Non iscritta     | - | - | - | -   |
| 1992 | Giappone                                | Non qualificata  | - | - | - | -   |
| 1996 | Emirati Arabi Uniti                     | Non qualificata  | - | - | - | -   |
| 2000 | Libano                                  | Non qualificata  | - | - | - | -   |
| 2004 | Cina                                    | Primo turno      | 1 | 1 | 1 | 4:3 |
| 2007 | Indonesia/ Malaysia Thailandia/ Vietnam | Primo turno      | 0 | 2 | 1 | 1:3 |
| 2011 | Qatar                                   | Non qualificata  | - | - | - | -   |
| 2015 | Australia                               | Primo turno      | 1 | 0 | 2 | 1:5 |
| 2019 | Emirati Arabi Uniti                     | Ottavi di finale | 1 | 0 | 3 | 4:6 |
| 2023 | Qatar                                   | Primo turno      | 0 | 2 | 1 | 2:3 |

## Rosa attuale
Lista dei giocatori convocati per le partite di Coppa d'Asia 2023.
Presenze e reti aggiornate al 12 gennaio 2024.
| N. | Pos. | Giocatore                | Data nascita (età)          | Pres. | Reti | Squadra        |
| -- | ---- | ------------------------ | --------------------------- | ----- | ---- | -------------- |
| 1  | P    | Ibrahim Al-Mukhaini      | 20 giugno 1997 (26 anni)    | 22    | 0    | Al-Nahda       |
| 2  | D    | Ghanim Al-Habashi        | 4 agosto 1998 (25 anni)     | 0     | 0    | Al-Nahda       |
| 3  | C    | Fahmi Durbin             | 10 ottobre 1993 (30 anni)   | 30    | 0    | Al-Nasr        |
| 4  | C    | Arshad Al-Alawi          | 12 aprile 2000 (23 anni)    | 31    | 7    | Al-Seeb        |
| 5  | D    | Juma Al-Habsi            | 28 gennaio 1996 (27 anni)   | 28    | 0    | Ibri Club      |
| 6  | D    | Ahmed Al-Khamisi         | 26 novembre 1991 (32 anni)  | 36    | 0    | Al-Seeb        |
| 7  | A    | Issam Al-Sabhi           | 1º maggio 1997 (26 anni)    | 34    | 8    | Al-Nahda       |
| 8  | A    | Zahir Al-Aghbari         | 28 maggio 1999 (24 anni)    | 33    | 0    | Al-Seeb        |
| 9  | C    | Omar Al-Malki            | 4 gennaio 1994 (30 anni)    | 14    | 4    | Al-Nahda       |
| 10 | C    | Jameel Al-Yahmadi        | 27 luglio 1996 (27 anni)    | 59    | 3    | Al-Kharitiyath |
| 11 | A    | Muhsen Al-Ghassani       | 27 marzo 1997 (26 anni)     | 46    | 8    | Al-Seeb        |
| 12 | C    | Abdullah Fawaz           | 3 ottobre 1996 (27 anni)    | 33    | 5    | Al-Nahda       |
| 13 | C    | Mataz Saleh              | 28 maggio 1996 (27 anni)    | 23    | 3    | Dhofar         |
| 14 | D    | Ahmed Al-Kaabi           | 15 settembre 1996 (27 anni) | 31    | 0    | Al-Nahda       |
| 15 | C    | Musab Al-Mamari          | 22 gennaio 2000 (23 anni)   | 12    | 0    | Al-Nasr        |
| 16 | D    | Khalid Al-Braiki         | 3 luglio 1993 (30 anni)     | 32    | 0    | Al-Shabab      |
| 17 | D    | Ali Al-Busaidi           | 21 marzo 1991 (32 anni)     | 76    | 1    | Al-Seeb        |
| 18 | P    | Faiz Al-Rushaidi         | 19 luglio 1988 (35 anni)    | 67    | 0    | Manama         |
| 19 | D    | Mahmood Al-Mushaifri     | 14 gennaio 1993 (30 anni)   | 28    | 0    | Al-Suwaiq      |
| 20 | C    | Salaah Al-Yahyaei        | 17 agosto 1998 (25 anni)    | 47    | 8    | Al-Seeb        |
| 21 | D    | Abdulaziz Al-Gheilani    | 14 maggio 1995 (28 anni)    | 14    | 0    | Al-Nahda       |
| 22 | P    | Ahmed Al-Rawahi          | 5 maggio 1994 (29 anni)     | 5     | 0    | Al-Seeb        |
| 23 | C    | Harib Al-Saadi           | 1º febbraio 1990 (33 anni)  | 78    | 1    | Al-Nahda       |
| 24 | C    | Tamim Al-Balushi         | 3 novembre 1999 (24 anni)   | 3     | 0    | Al-Seeb        |
| 25 | A    | Abdullah Al-Mushaifri    | 27 novembre 2001 (22 anni)  | 0     | 0    | Dhofar         |
| 26 | A    | Abdulrahman Al-Mushaifri | 28 novembre 1997 (26 anni)  | 5     | 0    | Al-Seeb        |

## Tutte le rose

### Coppa d'Asia
Coppa d'Asia 20042 Al-Noobi, 3 Ayiman, 4 Said, 5 Mustahil, 6 Hamdi, 8 Badar, 9 Saleh, 10 Fawzi, 11 Yousuf, 12 Al-Mahaijri, 14 Al-Mukhaini, 16 Ismail, 17 Al-Gheilani, 18 Sultan, 19 Nabil, 20 Amad, 21 Hadid, 22 Juma, 23 Al-Mahruqi, 24 Al-Ajmi, 25 Khalifa, 26 Al-Habsi, CT: Máčala
Coppa d'Asia 20071 Al-Mazroui, 2 Al-Noobi, 3 Juma, 4 Said, 5 Fahad, 6 Issam, 7 Sultan, 8 Badar, 9 Saleh, 10 Fawzi, 11 Yousuf, 12 Al-Mahaijri, 13 Al-Ghassani, 14 Al-Mushaifri, 15 Ismail, 17 Al-Gheilani, 18 Hamed, 20 Amad, 21 Hadid, 24 Al-Mahaijri, 25 Al-Shukairi, 26 Al-Habsi, 28 Al-Hadhri, CT: Calderón
Coppa d'Asia 20151 Al-Habsi, 2 Al-Musalami, 3 Al-Owaisi, 4 Al-Jabri, 5 Al-Shimli, 6 Saleh, 7 Al-Siyabi, 8 Al-Farsi, 9 Al-Muqbali, 10 Said, 11 Al-Shatri, 12 Al-Mahaijri, 13 A.S. Al-Mukhaini, 14 Abdul-Karim, 15 Al-Nahar, 16 Al-Busaidi, 17 Al-Gheilani, 18 Al-Kasbi, 19 A. Al-Mukhaini, 20 Al Hosni, 21 Al-Khaldi, 22 Al-Buraiki, 23 Al-Ruzaiqi, CT: Le Guen
Coppa d'Asia 20191 A. Al-Rushaidi, 2 Al-Musalami, 3 M. Al-Rawahi, 4 Khasib, 5 Al-Balushi, 6 R. I. Saleh, 7 Al-Hajri, 8 Al-Sheyadi, 9 Mo. Al-Ghassani, 10 Al-Khaldi, 11 Al-Mukhaini, 12 Al-Mahaijri, 13 Al-Braiki, 14 Al-Jabri, 15 Al-Yahmadi, 16 Mu. Al-Ghassani, 17 Al-Busaidi, 18 F. Al-Rushaidi, 19 Al-Mushaifri, 20 Al-Yahyaei, 21 M. Saleh, 22 A. Al-Rawahi, 23 Al-Saadi, CT: Verbeek
Coppa d'Asia 20231 Al-Mukhaini, 2 Al-Habashi, 3 Durbin, 4 Al-Alawi, 5 Al-Habsi, 6 Al-Khamisi, 7 Al-Sabhi, 8 Al-Aghbari, 9 Al-Malki, 10 Al-Yahmadi, 11 Al-Ghassani, 12 Fawaz, 13 Saleh, 14 Al-Kaabi, 15 Al-Mamari, 16 Al-Braiki, 17 Al-Busaidi, 18 Al-Rushaidi, 19 M. Al-Mushaifri, 20 Al-Yahyaei, 21 Al-Gheilani, 22 Al-Rawahi, 23 Al-Saadi, 24 Al-Balushi, 25 A. Al-Mushaifri, 26 A. R. Al-Mushaifri, CT: Ivanković